# Todor Jivkov
Todor Hristov Jivkov (în bulgară Toдор Xpиcтoв Живков; n. 7 septembrie 1911, Praveț, Sofia, Bulgaria – d. 5 august 1998, Sofia, Bulgaria) a fost un politician comunist bulgar și lider al Republicii Populare Bulgaria de la 4 martie 1954 până la 10 noiembrie 1989.

## Copilăria
Jivkov s-a născut în satul bulgar Praveț într-o familie de țărani de origine română (valahi). În 1928, el s-a alăturat Uniunii Naționale a Tineretului din Bulgaria, o organizație apropiată Partidului Muncitoresc Bulgar - mai târziu Partidul Comunist Bulgar. În anul următor, el a obținut un post de la Darzhavna pechatnitsa, ziarul oficial al guvernului de la Sofia. În 1932, s-a alăturat Partidului Muncitoresc, mai târziu servind ca secretar, precum și ca membru al Comitetului din județul Sofia. Deși partidul a fost interzis, împreună cu toate celelalte partide politice, după lovitura de stat din 19 mai 1934, Jivkov și-a păstrat postul.

## Al Doilea Război Mondial
În timpul celui de Al Doilea Război Mondial a luat parte la rezistența antifascistă. În 1944, odată cu pătrunderea trupelor sovietice în Bulgaria, Frontul Patriei, în frunte cu Partidul Muncitoresc, a efectuat o lovitură de stat armată, răsturnând guvernul ales în mod legitim al lui Constantin Muraviev. 

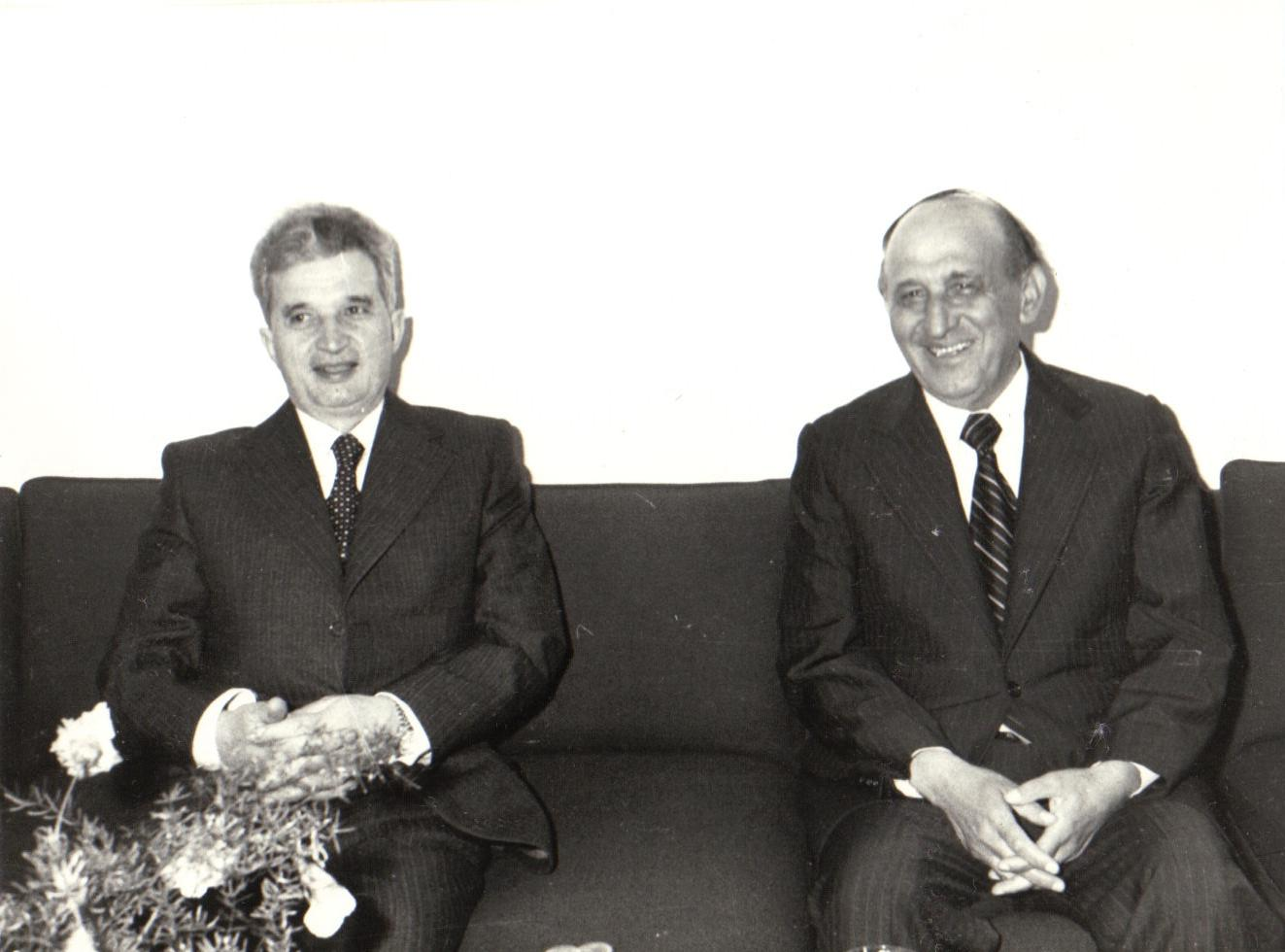
Jivkov (dreapta) primește vizita Președintelui României Nicolae Ceaușescu în 1979.

## În perioada 1948 - 1989
În 1944, a devenit șeful Miliției Populare din Sofia. În 1948, a devenit membru al Comitetului Central al Partidului Comunist Bulgar. În 1954, a devenit prim-secretar al Partidului Comunist Bulgar, în 1962 devine prim-ministru, iar din anul 1971 - președintele Consiliului de Stat. În 1955, Bulgaria a devenit membră a Organizației Tratatului de la Varșovia, iar în 1956 trupele bulgare au intrat în Ungaria și în Cehoslovacia, în 1968. 
Jivkov a fost cunoscut în timpul Războiului Rece pentru atitudinea sa extrem de loială față de URSS. El chiar a propus de două ori în mod neoficial, în 1963 și în 1973, ca Bulgaria să adere la Uniunea Sovietică, subliniind originea comună slavă, alfabetul chirilic și alte similitudini. Liderii URSS, temându-se de o reacție negativă din partea comunității internaționale, i-au respins propunerea. Gheorghi Markov a spus odată: "El (Jivkov) a servit Uniunea Sovietică cu mai multă fervoare decât liderii sovietici înșiși." El a intensificat relațiile economice cu celelalte țări socialiste. Jivkov a fost împotriva politicii perestroika condusă de Gorbaciov în Uniunea Sovietică.

## Lovitura de stat din 10 noiembrie 1989
Pe 10 noiembrie 1989, ca urmare a loviturii de stat fără vărsare de sânge în Bulgaria, Jivkov a fost demis. Lovitura de stat a fost organizată atât de gorbacioviștii din cadrul Partidului Comunist Bulgar, cât și de opoziția anticomunistă. Partidul Comunist a fost redenumit Partidul Socialist Bulgar, iar un an mai târziu a câștigat alegerile parlamentare.

## După 1990
În 1990, el a fost urmărit penal și arestat la domiciliu. În 1996, Todor Jivkov a fost eliberat de către Curtea Supremă. A murit în vara anului 1998 de pneumonie. Decesul s-a produs ca urmare a unei come cerebrale, provocată de o bronho-pneumonie bilaterală.

## Distincții
- Ordinul „Victoria Socialismului” (5 septembrie 1986) „pentru contribuția deosebită adusă la dezvoltarea colaborării dintre Partidul Comunist Român și Partidul Comunist Bulgar, dintre Republica Socialistă România și Republica Populară Bulgaria, la întărirea prieteniei dintre poporul român și poporul bulgar, la promovarea cauzei generale a socialismului, păcii și colaborării internaționale, cu prilejul împlinirii vîrstei de 75 de ani”[10]